# Alpinia cumingii
Espèce
Classification phylogénétique
Alpinia cumingii est une espèce de plantes à fleurs du genre Alpinia de la famille des Zingiberaceae. C'est une plante herbacée vivace originaire de l'île de Luçon aux Philippines.
En 1904, Karl Moritz Schumann, botaniste allemand, en fait la description en latin dans le journal botanique Das Pflanzenreich édité par le botaniste allemand « Adolf Engler ». Volume IV. 46, Cahier (Heft) 20 de 1904, page 315.
Il dédie cet Alpinia à Hugh Cuming, naturaliste britannique, qui l'a découverte dans la province de Albay sur l'île de Luçon lors de son dernier grand voyage, aux Philippines de (1836-1839).

## Synonymes
- Languas cumingii (K.Schum.) Merr., (1923).